# Vic Damone
Vic Damone, geboren als Vito Rocco Farinola (Brooklyn, 12 juni 1928 - Miami Beach, 11 februari 2018) was een Amerikaanse zanger en acteur.

## Voorgeschiedenis
Zijn interesse aan de muziek had Vito Farinola van zijn ouders. Zijn vader was van beroep elektrotechnicus en zong en speelde gitaar, zijn moeder was pianolerares. Al vroeg begon Vito zijn favoriete zanger Frank Sinatra te imiteren. Binnen de kortste keren nam hij ook zangonderricht. Nadat zijn vader een arbeidsongeval had gehad, moest Vito zelf geld verdienen en werkte hij als plaatsaanwijzer en liftboy in het Paramount-theater in Manhattan.

## Carrière

### De jaren 1940
Op zekere dag trad Perry Como op in het Paramount en Vito benutte de mogelijkheid om bij hem voor te zingen. De ster nam hem onder zijn hoede en bemiddelde hem als zanger bij een big band in New York. Vanaf dan wijzigde Vito zijn naam in Vic Damone naar zijn moeders achternaam. In april 1947 nam hij deel aan de talentenjacht in de show Talent Scouts van Arthur Godfrey, die door hem werd gewonnen. Zoals vele winnaars voor hem, zong hij regelmatig in Godfrey's shows. Kort daarna bezorgde Milton Berle hem optredens in de aangekondigde nachtclub La Martinique en binnen enkele maanden was hij weer in het Paramount, deze keer echter als zanger met Stan Kenton en zijn band. Midden 1947 tekende Damone een platencontract bij Mercury Records.
Vic Damones eerste plaat I Have but One Heart (O Marinariello) zong hij deels in het Engels en deels in het Italiaans. De plaat werd uitgebracht in augustus 1947 en werd ook direct een top 10-hit. Ook de navolgende single You Do bereikte de hitlijst (#7). Verdere succesvolle platen volgden. Al in 1948 kreeg Damone de eigen radioshow Saturday Night Serenade. In 1949 kon hij voor zijn hit Again (#6) zijn eerste gouden plaat in ontvangst nemen. Ook zo zijn onderscheiding met goud voor het nummer You're Breaking My Heart (#1). 

### De jaren 1950
In 1951 was hij voor de eerste keer te zien op het filmdoek. Hij speelde in de films The Strip en Rich, Young and Pretty. Van 1951 tot 1953 vervulde hij zijn militaire dienstplicht in de United States Army, echter voorheen had hij enkele songs opgenomen, die tijdens deze periode werden uitgebracht, zodat zijn carrière doorgang kon vinden. Na zijn tijd in het leger trouwde hij met de actrice Pier Angeli. In hetzelfde jaar draaide hij de twee films Deep in my Heart en Athena. Bovendien trad hij meermaals op als gast in Milton Berles tv-show.
In 1955 leek het, alsof Damone's ster verbleekte. Slechts een van zijn songs Por Favor haalde de hitlijst (#73). Daarnaast had hij een rol in de muziekfilm Kismet.
In 1956 wisselde hij naar Columbia Records en enkele van zijn platen stegen weer in de top 20, waaronder An Affair to Remember, de titelsong van de gelijknamige film, en zijn interpretatie van de song On the Street Where You Live. De song is afkomstig uit de Loewe/Lerner-musical My Fair Lady, die in New York première had. Damone's versie werd geproduceerd door Mitch Miller en kreeg eveneens een gouden plaat.
De verantwoordelijken van de Broadway-show zorgden ervoor, dat de muziek van de musical niet buiten de Verenigde Staten kwam, zodat in andere landen het publiek de producties van My Fair Lady ook als première kon genieten. Aldus gebeurde het dat Damone's song pas na de eerste Londense opvoering in 1958 ook in het Verenigd Koninkrijk een hit werd, die in juni de toppositie van de Britse hitlijst haalde. Een Britse coverversie van David Whitfield haalde slechts de 16e plaats. Tussentijds had Damone al een versie van de titelsong Gigi van de volgende Broadway-musical van Lerner/Loewe opgenomen.

### De jaren 1960
In 1960 speelde hij een hoofdrol in zijn laatste bioscoopfilm Hell to Eternity. Tijdens de jaren 1960 had hij echter nog meerdere eigen tv-shows en trad hij als gast op in diverse andere shows en series. In 1961 wisselde hij naar Capitol Records, waar hij de leegte moest opvullen die door Frank Sinatra's wissel naar het door hem mede opgerichte Reprise Records was ontstaan. Damone bleef tot 1965 bij Capitol Records en nam enkele hoog geprezen albums op, waarvan er twee ook in de onderste regionen van de Billboard-hitlijst kwamen: Linger Awhile with Vic Damone (1962) en het door Billy May gearrangeerde The Lively Ones. Na een verdere labelwissel had hij in 1965 nog een hit met You Were Only Fooling (While I Was Falling in Love) bij Warner Bros. Records.

### De jaren 1970
Vanaf 1971 legde Damone zich toe op optredens in de casino's van Las Vegas. Met zijn honorariums uit deze shows kon hij de gevolgen van een faillissement wegens belastingontduiking binnen de perken houden. Na een kort tussenspel als onroerend goed-makelaar ging hij weer op tournee door de Verenigde Staten en vooral in het Verenigd Koninkrijk, waar hij begin jaren 1980 een aanzienlijke comeback beleefde en zelfs twee albums in de hitlijst plaatste. BBC-deejay David Jacobs speelde toentertijd met voorliefde songs van Damone.

## Onderscheidingen
In 1997 werd Damone opgenomen in de Songwriters Hall of Fame. Hij heeft ook een ster op de Hollywood Walk of Fame.

## Privéleven en overlijden
In 2000 kreeg hij een beroerte. In februari 2001 gaf hij zijn laatste concert voor familie, vrienden en fans in West Palm Beach. Zijn allerlaatste song op het podium was zijn grote hit An Affair to Remember. Hij trok zich terug uit de showbusiness en ontfermde zich over zijn familie, kinderen en kleinkinderen. Bovendien steunde hij zijn echtgenote bij haar werk voor diverse liefdadigheidsinstellingen.
Damone was vijf keer getrouwd. Uit het eerste huwelijk met de Italiaanse actrice Pier Angeli (1954 tot 1958) had hij een zoon (Perry). Zijn drie dochters Victoria, Andrea en Daniella waren afkomstig uit zijn tweede huwelijk met Judith Rawlins (1963 tot 1971). Het derde huwelijk met Becky Ann Jones (1974 tot 1982) bleef kinderloos. Het vierde huwelijk was met de actrice en zangeres Diahann Carroll (1987 tot 1996) en het vijfde huwelijk met de modeontwerpster en onderneemster Rena Rowan (1998 tot aan haar overlijden in 2016). 
Damone was nauw bevriend met de Amerikaanse president Donald Trump. Zijn nicht Doretta Morrow was een bekende Broadway-actrice.
Tijdens de late jaren 1950 werd Damone door een drummer van zijn band ingewijd in de Bahai-religie. 
Vic Damone overleed op 11 februari 2018 op 89-jarige leeftijd.

## Discografie

### Singles
- 1950:	Vagabond Shoes
- 1950: Tzena, Tzena, Tzena (gebaseerd op een Israëlisch volkslied)
- 1950: Just Say I Love Her (origineel: Vittorio Parisi – Dicitencello vuje, 1930)
- 1950: My Heart Cries for You (met George Siravo & His Orchestra) (origineel: Guy Mitchell, 1950) gebaseerd op Chanson de Marie Antoinette, 18e eeuw)
- 1951:	My Truly, Truly Fair (met het George Bassman's Orchestra) (origineel: Guy Mitchell, 1951)
- 1951: Longing for You (met het George Bassman's Orchestra) (gebaseerd op Oscar Straus' Walzertraum)
- 1951: Calla Calla (The Bride) (met het George Bassman's Orchestra)
- 1952:	Sugar (origineel: James P. Johnson, 1926)
- 1953:	April in Portugal (met David Carroll & Orchestra) (origineel: Alberto Ribeiro, 1946)
- 1953: Eternally (met Richard Hayman & His Orchestra)
- 1953: Ebb Tide (met Richard Heyman & His Orchestra) (origineel: Frank Chacksfield & His Orchestra, 1953)
- 1955:	Por favor (met Hugo Peretti)
- 1956:	On the Street Where You Live (met Percy Faith & His Orchestra)
- 1956: War and Peace (met David Terry & His Orchestra) (van de soundtrack van de film War and Peace)
- 1957:	Do I Love You (Because You're Beautiful) (met Marty Manning)
- 1957: An Affair to Remember (Our Love Affair) (met Percy Faith) (van de soundtrack van de film An Affair to Remember)
- 1958:	Gigi (met Percy Faith & His Orchestra) (origineel: Louis Jourdan in Gigi, 1958)
- 1958: The Only Man on the Island (met Frank De Vol & His Orchestra)
- 1965:	You Were Only Fooling (While I Was Falling in Love) (origineel: The Ink Spots, 1948)

### Albums
- 1950: Vic Damone
- 1952: April in Paris
- 1952: Vocals by Vic
- 1952: Take Me in Your Arms
- 1956: That Towering Feeling!
- 1956: The Voice of Vic Damone
- 1957: An Affair to Remember
- 1957: Yours for a Song
- 1959: This Game of Love
- 1959: Closer than a Kiss
- 1959: Angela Mia
- 1961: On the Swingin' Side
- 1962: Linger Awhile with Vic Damone
- 1962: The Lively Ones
- 1962: Strange Enchantment
- 1963: My Baby Loves to Swing

### (vervolg)
- 1963: The Liveliest at Basin Street East
- 1964: On the Street Where You Live
- 1965:	You Were Only Fooling
- 1968: Why Can't I Walk Away
- 1976: Stay with Me
- 1980: Young and Lively
- 1981:	Now
- 1981: Make Someone Happy
- 1983: Sings the Great Songs
- 1984: Christmas with Vic Damone
- 1984: On the South Side of Chicago
- 1989: Eternally
- 1991: Let's Face the Music and Sing
- 1992: Glory of Love
- 1993: Feelings
- 1995: On the Street

## Filmografie
- 1951: The Strip
- 1951: Rich, Young and Pretty
- 1954: Athena
- 1954: Deep in My Heart
- 1955: Hit the Deck
- 1955: Kismet
- 1956: Meet Me in Las Vegas
- 1958: The Gift of Love
- 1960: Hell to Eternity

- Biblioteca Nacional de España: XX1776287
- Bibliothèque nationale de France: cb13938301v (data)
- Gemeinsame Normdatei: 134354273
- International Standard Name Identifier: 0000 0000 7357 9288
- Library of Congress Control Number: n91100320
- MusicBrainz: 423066e2-4dcb-4014-b824-cc55933f0bf0
- National Archives and Records Administration: 10572504
- Nationale Bibliotheek van Tsjechië: xx0203629
- Nationale Bibliotheek van Israël: 987007332263605171
- SNAC: w6zk6nw5
- Virtual International Authority File: 61735793
- WorldCat: E39PBJx4thYTQX9FMD3WBbh8md